# بيرت هاريس (مصارع)
بيرت هاريس (بالإنجليزية: Bert Harris) هو مصارع ‏ أسترالي، (و. 1916 – 1982 م).كان له العديد من المحبين والمشجعين حول العالم

## وصلات خارجية
- بيرت هاريس على موقع قاعدة بيانات المصارعة الدولية (الإنجليزية)
- بيرت هاريس على موقع أوليمبيديا (الإنجليزية)
- بيرت هاريس على موقع اتحاد ألعاب الكومنولث (مؤرشف) (الإنجليزية)